# Dariusz Tabisz
Dariusz Tabisz (ur. 18 czerwca 1975) – polski judoka i trener judo.
Były zawodnik WKS Śląsk Wrocław (1993-2007). Brązowy medalista wojskowych mistrzostw świata 2005 w kat. do 66 kg. Mistrz Polski seniorów 2002 oraz dwukrotny brązowy medalista mistrzostw Polski seniorów (2000, 2003) w kat. do 60 kg. Trener judo w WKS Śląsk Wrocław.